# Alpine (Utah)
Pour les articles homonymes, voir Alpine.
La ville américaine d’Alpine est située dans le comté d'Utah, dans l’État de l’Utah. Selon le recensement de 2010, sa population s’élève à 9 555 habitants.

## Histoire
Alpine a été fondée par des pionniers mormons en 1850 et a connu plusieurs noms durant ses premières années (Fort Wordsworth, Dry Creek, Moutainville). Elle a été incorporée le 10 janvier 1855. Il semble qu’elle doive son nom au fait que Brigham Young a aimé l’endroit et dit qu’il lui rappelait les Alpes.

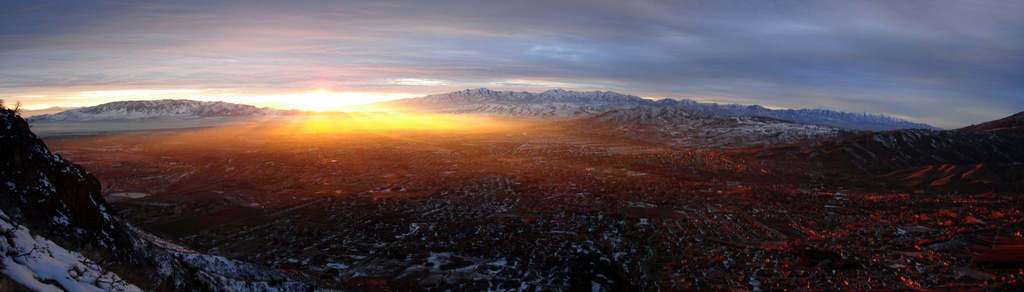
Coucher de soleil sur Alpine.

## Source
- (en) Cet article est partiellement ou en totalité issu de l’article de Wikipédia en anglais intitulé « Alpine, Utah » (voir la liste des auteurs).